# Jesus, se mig vid din fot
Jesus, se mig vid din fot är en sång från 1887 med text och musik av Richard Slater. 

## Publicerad i
- Frälsningsarméns sångbok 1929 som nr 203 under rubriken "Helgelse - Överlåtelse och invigning".
- Frälsningsarméns sångbok 1968 som nr 56 under rubriken "Frälsning".
- Frälsningsarméns sångbok 1990 som nr 352 under rubriken "Frälsning".